# Rabinal
Rabinal ist eine Kleinstadt in Guatemala. Rabinal liegt im Zentrum des Departamentos Baja Verapaz und ist Verwaltungssitz der gleichnamigen Großgemeinde (Municipio), welche 304 km² umfasst und etwa 45.000 Einwohner hat. Die örtliche Bevölkerung stammt überwiegend von den Maya ab.

## Geschichte
Rabinal wurde im Jahre 1537 vom Dominikaner Bartolomé de Las Casas als Spanische Mission in einem sehr abgelegenen Gebiet gegründet. 1572 wurde der Bau der barocken Kathedrale abgeschlossen. Rabinal gelangte zu einer gewissen Bedeutung, weil es an der damals wichtigen Direktverbindung von Guatemala-Stadt nach Cobán und Petén lag. Mitte des 19. Jahrhunderts wirkte hier der französische Ethnologe Charles Étienne Brasseur de Bourbourg, der sich besonders um das Verständnis der örtlichen Mayakultur verdient machte. 
Während des Guatemaltekischen Bürgerkriegs war Rabinal mehrmals Schauplatz heftiger Kämpfe zwischen der linksgerichteten Guerillabewegung und der Armee. Insbesondere im Jahr 1982 fanden hier mehrere Massaker an der Zivilbevölkerung statt, die beschuldigt wurde, die Guerillabewegung zu unterstützen. Ein anderer Grund für diese Verbrechen war, dass sich die Menschen vor Ort teilweise mit Gewalt gegen den damals noch in Planung befindlichen Stausee von Chixoy wehrten.

## Wirtschaft und Verkehr
Die Menschen in Rabinal und Umgebung leben vorwiegend von der Landwirtschaft. Rabinal ist bekannt für seine Töpfereien und die kunstvolle Bemalung ihrer Produkte. Der Tourismus ist aufgrund der Randlage der Stadt nur sehr wenig entwickelt. Verkehrsmäßig ist Rabinal über Salamá und El Rancho an die Atlantikroute (CA 9) und somit an Guatemala-Stadt angebunden. Es gibt jedoch auch eine alte Direktverbindung von Guatemala-Stadt über San Juan Sacatepéquez, Montúfar, Granados und Santa Cruz El Chol nach Rabinal (Ruta Nacional 5). Diese alte Direktverbindung zwischen Guatemala-Stadt und Petén ist jedoch in diesem Abschnitt, insbesondere zwischen Montúfar und Rabinal nur zu einem geringen Teil asphaltiert und extrem kurvenreich. In der Trockenzeit kann sie als alternative Verbindung zwischen Baja Verapaz und Guatemala auch mit einem Pkw befahren werden. Für diese Strecke von Guatemala-Stadt nach Rabinal sind etwa fünf Stunden Fahrzeit einzuplanen.

## Sehenswürdigkeiten
Neben der Kathedrale gilt auch das städtische Museum als sehenswert. Es verfügt über eine Sammlung von Gegenständen und Werkzeugen der örtlichen Maya-Kultur. In einem Bereich befindet sich eine Dokumentation über den Bürgerkrieg und die Verbrechen, die in der Gegend von Rabinal verübt wurden. In der Umgebung Rabinals gibt es mehrere Ausgrabungsstätten, in denen die Lebensweise der Achí-Maya der klassischen Epoche nachvollzogen werden kann.
Bekannt ist Rabinal auch für seine fiesta patronal, die jedes Jahr Ende Januar gefeiert wird, sowie für die Nachstellung eines legendären Konflikts zwischen Achí-Maya und den Quiché-Maya. Dieses als Rab'inal Achí-Ballett bezeichnete Spektakel wurde von der UNESCO zu einem Meisterwerk des mündlichen und immateriellen Erbes der Menschheit erklärt.